# 1935 no carnaval
Nesta página encontrará referências aos acontecimentos directamente relacionados com o carnaval ocorridos durante o ano de 1935.

## Eventos
- Pedro Ernesto, prefeito-interventor do Rio de Janeiro, legaliza as escolas e oficializa os desfiles de rua, criando a sigla GRES (Grêmio Recreativo Escola de Samba) usadas pela maioria das agremiações.
- No primeiro desfile oficial das escolas de samba cariocas, sagra-se campeã a Portela tendo como vice-campeã a Estação Primeira de Mangueira.
- Micarême uma festa urbana iniciada em 1933 em Jacobina Bahia, mudou de nome em 1935 através de um plebiscito do Jornal A Tarde, para Micareta que acabou significando, tanto na Bahia e como a maior festa de rua do mundo.

## Nascimentos
| Data | Nome | Profissão | Nacionalidade | Observações | Ref |
| ---- | ---- | --------- | ------------- | ----------- | --- |

## Mortes
| Data | Nome | Profissão | Nacionalidade | Observações | Ref |
| ---- | ---- | --------- | ------------- | ----------- | --- |